# Alma (Colorado)
Alma es un pueblo ubicado en el condado de Park en el estado estadounidense de Colorado. En el Censo de 2010 tenía una población de 270 habitantes y una densidad poblacional de 559,24 personas por km².

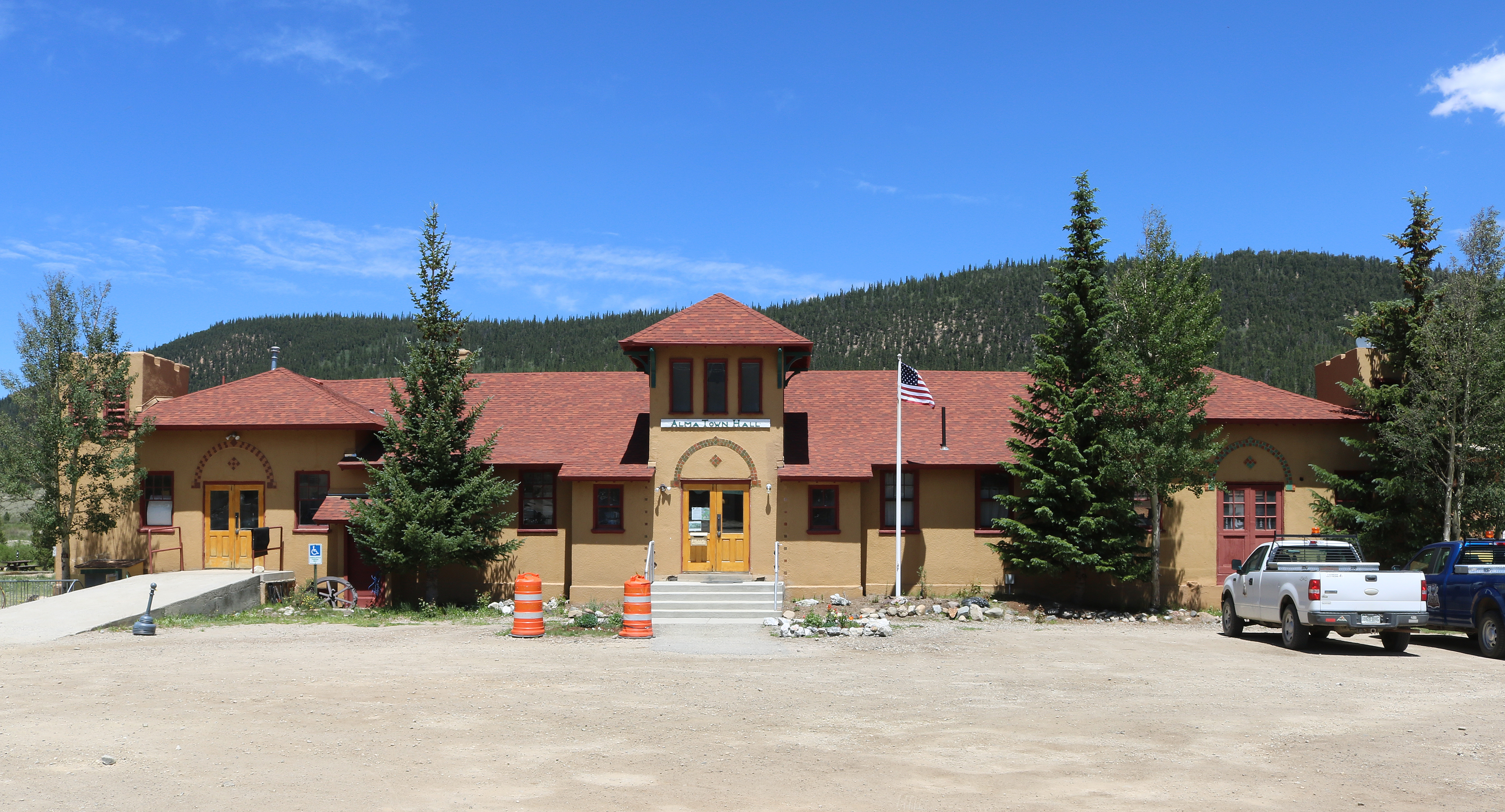
Ayuntamiento de Alma, julio de 2020

A una altitud de aproximadamente 3224 m (10 577 pies), Alma es el municipio incorporado más alto de los Estados Unidos cuando se consideran solo áreas con residentes permanentes. Su oficina de correos está ubicada en la elevación más alta del país. Alma, que se considera un pueblo y no una ciudad, no toma el título de "ciudad incorporada más alta" de Leadville, Colorado. Utilizando como medida límites administrativos, no áreas pobladas, en 2006 Winter Park, Colorado se convirtió en la ciudad incorporada más alta debido a la anexión de una zona de esquí. Más allá de los límites oficiales de Alma hay un área residencial que se extiende a 11,680 pies (3,560 m) sobre el nivel del mar en Mountain View Drive; esta área utiliza direcciones de Fairplay, Colorado, a pesar de estar un poco más cerca de Alma.

## Historia

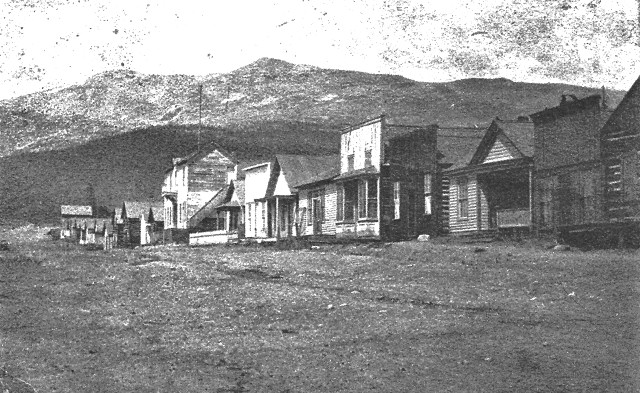
Alma en 1870

La ciudad fue nombrada por un comerciante llamado Sr. James, en honor a su esposa. Otra tradición afirma que la ciudad recibió su nombre de la hija de un residente.

### Minas
Alma creció como una ciudad alrededor de Buckskin Gulch, donde se descubrió oro por primera vez en la zona. A medida que se abrieron minas de roca dura en Mount Bross, Mount Lincoln y Mount Democrat, la población de la zona siguió creciendo. En la década de 1870, la población de Alma alcanzó un máximo de alrededor de 10.000 personas. El área alrededor de Alma contiene 17.452 sitios mineros, en su mayoría minas de placer.
Aproximadamente a dos millas de Alma se encuentran los restos de la extinta mina Orphan Boy (fundada en 1861), que produjo oro, plata, plomo y zinc durante varias décadas. 
La histórica mina Sweet Home cerca de Alma, anteriormente una mina de plata, ahora produce el mineral rodocrosita.

## Geografía
Alma se encuentra ubicado en las coordenadas 39°17′9″N 106°3′59″O / 39.28583, -106.06639. Según la Oficina del Censo de los Estados Unidos, Alma tiene una superficie total de 0.78 km², de la cual 0.78 km² corresponden a tierra firme y (0%) 0 km² es agua.
Con 3.224 metros sobre el nivel del mar	(10.577 pies) está considerada la ciudad más alta de los Estados Unidos.

## Demografía
Según el censo de 2010, había 270 personas residiendo en Alma. La densidad de población era de 559,24 hab./km². De los 270 habitantes, Alma estaba compuesto por el 93.33% blancos, el 0.37% eran afroamericanos, el 1.11% eran amerindios, el 0% eran asiáticos, el 0% eran isleños del Pacífico, el 1.11% eran de otras razas y el 4.07% pertenecían a dos o más razas. Del total de la población el 7.04% eran hispanos o latinos de cualquier raza.